# خسرج عودة (كرخة)
خسرج عودة (بالفارسية: خسرج‌عوده) هي قرية تقع في إيران في قسم كرخة الريفي. يقدر عدد سكانها بـ 418 نسمة بحسب إحصاء 2016.